# Thermocyclops dybowskii
Thermocyclops dybowskii is een eenoogkreeftjessoort uit de familie van de Cyclopidae. De wetenschappelijke naam van de soort is voor het eerst geldig gepubliceerd in 1890 door Landé.